# Lexington (Massachusetts)
Lexington è un comune degli Stati Uniti d'America appartenente alla contea di Middlesex nello stato del Massachusetts.

## Storia
Qui si combatté, il 19 aprile 1775, la prima battaglia della guerra d'indipendenza. I minutemen che avevano occupato il villaggio si scontrarono infatti con le truppe inglesi giunte per disarmarli; lo scontro fu breve e le truppe locali furono sconfitte in poco tempo ma l'evento fu molto importante poiché innescò la reazione a catena che portò all'estensione del conflitto, fin lì ridotto a piccoli scontri nella zona di Boston.
In questa città vissero e morirono Salvador Luria, italiano naturalizzato statunitense che vinse il premio Nobel per la medicina nel 1969 e il filosofo John Rawls, reso famoso per essere stato l'autore di Una teoria della giustizia (1971).

## Geografia fisica
Secondo lo United States Census Bureau la città occupa un'area di 42,8 km². Il 99,15 % (42,4 km²) è occupata da terreno mentre lo 0,85 % (0,4 km²) da acque.

## Citazioni
La città compare nei videogame Assassin's Creed 3
e Fallout 4.

## Amministrazione

### Gemellaggi
- Antony
- Dolores Hidalgo
- Dnipro
- Gatchina
- Haifa
- Pavlovsk
- Waspam

## Film inerenti Lexington
- Segnali dal futuro (2009)